# Пеннок (город, Миннесота)
Пеннок (англ. Pennock) — город в округе Кандийохай, штат Миннесота, США. На площади 2,6 км² (2,6 км² — суша, водоёмов нет), согласно переписи 2002 года, проживают 504 человека. Плотность населения составляет 197,1 чел./км².
- Телефонный код города — 320
- Почтовый индекс — 56279
- FIPS-код города — 27-50344[1]
- GNIS-идентификатор — 0649266[2]